# 佩利萊奧縣

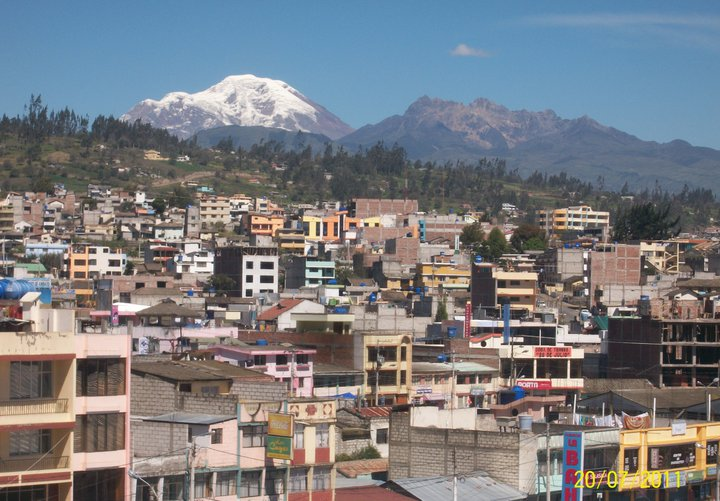

佩利萊奧縣（西班牙語：Cantón Pelileo），是厄瓜多爾的縣份，位於該國中部，由通古拉瓦省負責管轄，首府設於佩利萊奧，面積202平方公里，2001年人口48,988，人口密度每平方公里242.51人。